# ドアル・クー
ドアル・クー （Dobhar-chú）またはドアルクー 、ドアーチュ は、アイルランドに出現するとされる未確認動物。関連するとされる未確認生物はスコットランドからも報告されている。

## 特徴
容姿は半犬半魚であるとされ、ウナギのような生物という報告やイタチやカワウソに似ているという報告がある。
毛がないとする報告があるが、これは水に濡れた体毛の光沢を、毛がない皮膚と誤認したという意見がある。
このドアル・クーは、スコットランドに出現するというネッシーの幼体であるという説もある 。

## 主な目撃と報告
1684年の書籍で、約10年前にメイヨー県の湖で起こったとされる出来事が紹介された。男が水辺を通った時、湖を泳いでいた獣が男に飛びかかり、胸を噛んで水中に引き込んだ。男はナイフで獣を突き刺したところ、獣は逃げていった。獣はグレイハウンドに似ていて、黒いヌメヌメした皮膚を持ち、男が想像したような毛はなかったという。
1722年、グレースという女が洗濯のためにグレナード湖に行った。夫のテレンスが探しに行ったところ、グレースは殺害されており、その上にドアル・クーがいた。テレンスは家に戻って取ってきた短剣でドアル・クーを殺害した。ドアル・クーは息絶える寸前に口笛のような声を出し、その声に応えるように2匹目のドアル・クーが現れた。テレンスは2匹目のドアル・クーも殺害した。
1963年、マクロス湖で黒く背に二つのこぶがある生物が目撃された。この生物は全長2メートル、頭長60センチであった 。この目撃があった湖は、マクロス湖（Muckross Lake）ではなくマスク湖（Lough Mask）であったともいう。
1968年、スラヒーンズ湖を車で通りかかった人物が、ヘッドライトに照らされた奇妙な生物を目撃した。羊あるいはグレイハウンドに似た頭部、長い首、発達した四肢、頑丈な尾を持ち、体高2.5フィート（約76センチ）、全長8-10フィート（約2.4メートル-3メートル）だった。
その目撃から1週間後、15歳の少年が同じ場所で自転車に乗っていると同様の生物が湖から現れて土手に登った。それは馬よりも大きく、羊の様な頭部、長い首、尾、後肢が特に発達した四肢をもち、色は黒だった。
1999年から2000年にかけてのある時期、パトリックという人物がN65号線をラウレア方面に向けて走っていたところ、見慣れない生物を目撃した。生物はカワウソに似ていたが、より大きく黒かったという。
2001年頃、スラヒーンズ湖でカワウソのような生物が目撃された。
2003年、キラーニ国立公園によるマクロス湖の魚類生態調査中に、水深20メートル地点で魚とは異なる大きな影を確認した。これはドアル・クーであった可能性があるという。
同2003年、アイルランド西部オムニー島の湖でもドアル・クーと思しき生物が目撃されている。夜間砂丘の方向から奇妙な声がするので見に行ったところ、ラブラドール犬より大きな生き物がいた。生き物は湖を渡り二本足で立ち上がった。その高さは1.5メートルあったとされる。この生物は全体的に暗い色をしていたが、鰭状の足だけは赤橙色をしていたという。
2004年、マクロス湖で現地調査をしていたロケ班が、湖面に蠢く謎の生物の撮影に成功。ヒューマックスグループの解析によれば、撮影された生物は頭長70センチ、体長2メートルであった。東京水産大学魚類学研究室の教授である河野博は、撮影された映像から「プレーリードッグやカワウソの類」と同定した。これはドアル・クーの撮影された初めての事例であるという。
2013年、ホイル湖で映画撮影していた大学生が黒灰色のこぶのようなものが水面から現れるのを目撃し撮影した。証言によれば、イルカやクジラではなく見たことのない生物だったという。

## 正体
カワウソはアイルランドで非常に身近な生物であるため、ドアル・クーがカワウソの誤認や誇張とは考えにくい。また、実際にそれほどの大きさのカワウソが存在しているという説も疑わしい。
1722年にグレースを殺害したドアル・クーは、アシカであるという説がある。
通常この地域にはアシカは生息しないが、流氷に乗ってアシカのつがいがアイルランドにたどり着いた可能性があり、繁殖期であったため凶暴だったのではないかという。
またスラヒーンズ湖に出現したものは恐竜コエロフィシスが正体ではないかともされるが、コエロフィシスとドアル・クーの特徴には矛盾点がある。